# Тасманийская петроика
Тасманийская петроика (лат. Melanodryas vittata) — певчая птица из семейства Австралийские зарянки. Эндемик Тасмании. Оперение коричневое. Обитает в открытых эвкалиптовых лесах.

## Описание
Тасманийская петроика достигает длины 16—17 см. Оперение самца и самки похожее от серо- до оливково-коричневого цвета с узкими белыми плечевыми краями. и белыми пятнами на крыльях. Горло — белое, брюхо — светло-коричневого цвета. Хвостовое оперение коричневое с белыми краями. Клюв чёрный, глаза и лапки коричнево-чёрные.

## Распространение
Тасманийская петроика является эндемиком Тасмании, где встречается повсеместно. Предпочитает эвкалиптовые леса и прибрежные кустарниковые заросли.

## Размножение
Выводит птенцов 1—2 раза в год в июле-декабре. Гнездится в ветвях деревьев или на остовах. Гнездо в форме перевёрнутой чашки тщательно сделано из травы и коры, обычно в 2—3 м над землёй. Кладка — 2—4 яйца 22 мм x 17 мм, от оливково- до сине-зелёного цвета с тёмно-зелёными и коричневыми пятнами.